# Игуманија Доротеја (Ђурић)
Доротеја Ђурић (Ужице, 11. новембар 1953) српска је монахиња и игуманија Манастира Горња Лијеска.

## Биографија
Игуманија мати Доротеја (Ђурић), рођена је 11. новембра 1953. године у Ужицама (Србија). Основну школу је завршила у своме родноме месту.
Свој монашки пут започиње 2006. године када долази у Манастир Дубочицу код Пљеваља, код тадашње игуманије Магдалине (Савковић). Замонашена је 12. јула 2009. године у Манастиру Дубочици, од стране тадашњега епископа милешевскога господина Филарета (Мићевића). Приликом монашења је добила монашко име Доротеја.
Добила је 2018. године канонски отпуст из Епархије милешевске у Митрополију дабробосанску. Одлуком и благословом митрополита дабробосанскога господина Хризостома (Јевића), постављена је 17. августа 2018. године за намесницу Манастира Горња Лијеска код Вишеграда. Чин игуманије је добила 11. новемра 2023. године у Манастиру Горња Лијеска, од стране митрополита Хризостома.